# Znikający punkt (film 1997)
Znikający punkt (ang. Vanishing Point) – telewizyjny film sensacyjny produkcji amerykańskiej z 1997 roku. Film jest remakiem obrazu z 1971 roku pod tym samym tytułem.

## Obsada
- Viggo Mortensen − Jimmy Kowalski
- Christine Elise − Raphinia Kowalski
- Steve Railsback − sierżant Preston
- Don Collier − szeryf
- Geno Silva − Mike Mas
- Peta Wilson − motocyklistka
- Keith David − Warren Taft
- Jason Priestley − głos